# 勒乌镇
勒乌乡，是中华人民共和国四川省阿坝藏族羌族自治州金川县下辖的一个乡镇级行政单位。
2015年，撤销金川镇、勒乌乡，设立勒乌镇，辖原金川镇和勒乌乡所属行政区域。2019年12月，撤销万林乡，将其所属行政区域划归勒乌镇管辖。

## 行政区划
勒乌乡下辖以下地区：
前锋村、马厂村、大坪村、新开村和云盘村。